# Mobergstjärnen, Ångermanland
Mobergstjärnen är en sjö i Strömsunds kommun i Ångermanland och ingår i Ångermanälvens huvudavrinningsområde. Sjön har en area på 0,0397 kvadratkilometer och ligger 248,7 meter över havet.

## Delavrinningsområde
Mobergstjärnen ingår i det delavrinningsområde (711274-151390) som SMHI kallar för Utloppet av Grundfjärden. Medelhöjden är 288 meter över havet och ytan är 27,26 kvadratkilometer. Räknas de 498 avrinningsområdena uppströms in blir den ackumulerade arean 3 845,28 kvadratkilometer. Fjällsjöälven (Sannarån) som avvattnar avrinningsområdet har biflödesordning 2, vilket innebär att vattnet flödar genom totalt 2 vattendrag innan det når havet efter 186 kilometer. Avrinningsområdet består mestadels av skog (72 procent). Avrinningsområdet har 3,04 kvadratkilometer vattenytor vilket ger det en sjöprocent på 11,2 procent.